# Gabriele Uhl
Gabriele Beate Uhl (* 27. Juni 1964 in Schramberg) ist eine deutsche Biologin und Professorin für Zoologie an der Universität Greifswald.

## Werdegang
Gabriele Uhl wuchs im mittleren Schwarzwald in Schramberg auf und legte am dortigen Gymnasium 1983 das Abitur ab. Sie studierte von 1983 bis 1985 Biologie an der Universität Tübingen, wechselte für ein Jahr an die University of East Sussex in Falmer, UK, und studierte ab 1986 Biologie und Ethnologie an der Albert-Ludwigs-Universität Freiburg im Breisgau. Dort erlangte sie 1990 das Diplom in Biologie mit einer Diplomarbeit über „Spermienspeicherung bei weiblichen Zitterspinnen (Pholcus phalangioides Fuesslin: Araneae)“. 1995 wurde sie in Freiburg mit einer ultrastrukturellen Analyse der Genitalmorphologie von Zitterspinnen promoviert (Dr.rer.nat). Ihr Doktorvater war Peter Weygoldt. Sie ging – von der Deutschen Forschungsgemeinschaft gefördert – als PostDoc für ein Jahr an die Universität Aarhus (Dänemark) in die Abteilung von Fritz Vollrath, bevor sie 1997 Hochschulassistentin am Zoologischen Institut der Rheinischen Friedrich-Wilhelms-Universität Bonn bei Anne Rasa wurde. Dort habilitierte sie sich 2002 für das Fach Zoologie. In den folgenden Jahren war sie Stipendiatin des Maria von Linden-Programms der Universität Bonn, Forschungsstipendiatin der Deutschen Forschungsgemeinschaft (DFG) in Bonn und Vertretungsprofessorin des Lehrstuhls Verhaltensphysiologie und Soziobiologie an der Julius-Maximilians-Universität Würzburg. Seit 2009 ist sie W3-Professorin für Allgemeine und Systematische Zoologie an der Universität Greifswald.
Gabriele Uhl ist seit 2015 gewählte Direktorin des Zoologischen Instituts und Museums der Universität Greifswald. Sie ist seit 2020 Präsidentin der European Society of Arachnology. Von 2018 bis 2022 war sie Vizepräsidentin der Deutschen Zoologischen Gesellschaft und von 2021 bis 2024 war sie ihre Präsidentin. Seit 2020 ist sie Mitglied des Fachkollegiums Zoologie der DFG.
Sie ist seit 2015 Editor des Journal of Zoology (Wiley).

## Hauptforschungsgebiete
Gabriele Uhls Forschungsschwerpunkte liegen im Bereich der Reproduktionsbiologie, Verhaltensökologie, Funktionsmorphologie und Systematik aus einer evolutionsbiologischen Perspektive. Besonders interessiert sie sich für Reproduktionsstrategien, verschiedene Aspekte der Sexuellen Evolution und ihre morphologischen Grundlagen. Ein weiterer Forschungsschwerpunkt ist die Untersuchung der Gründe für die Arealerweiterung der Wespenspinne Argiope bruennichi (Scopoli, 1772). Sie und ihr Team kombinieren verhaltensbiologische, histologische, ultrastrukturelle, physiologische sowie molekulare Methoden.